# ツバメノート
ツバメノートとは、ツバメノート株式会社が生産・販売しているノートで、日本のクラシックノート。海外でも認められており、パリ、ロンドン、ニューヨークといった海外のショップでも販売されるという。

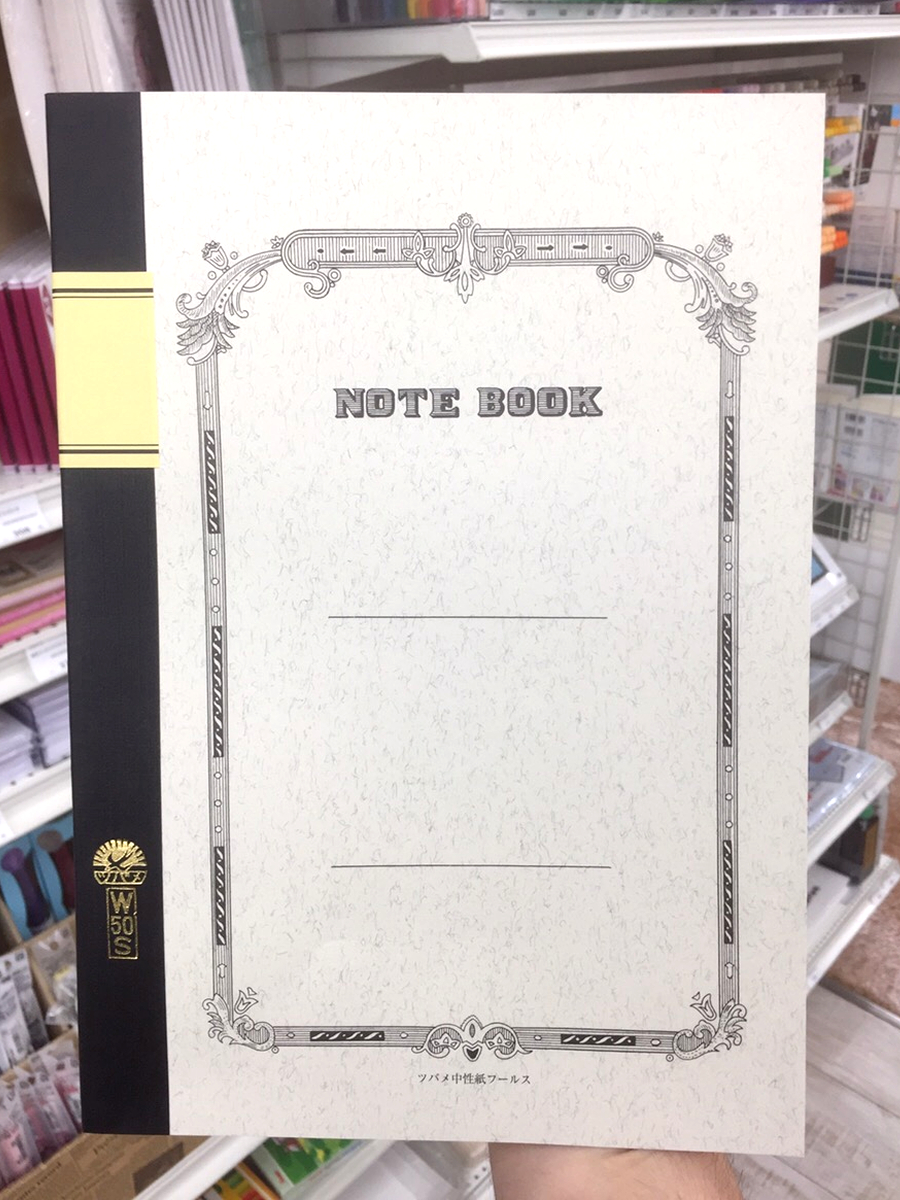
ツバメノートの大学ノート

## 特徴
- ツバメ中性紙フールス紙を用いており、以前はツバメのトレードマーク（ロゴ）の透かしが入っていた。

「フールス紙」のルーツは、「シャーロックホームズシリーズ」にも登場するイギリスの「フールスキャップ」という紙であると言われている。「フールスキャップ(fool's cap)」は「道化師帽」の意で、もともとこの紙に「道化師帽」の透かしが入っていたことから。
- 糸綴じ製本。

## 代表的な製品
- 大学ノート
- クリームノート
- セクションノート
- B4ノート